# Katharina Dalton
Katharina Dalton (11 novembre 1916 - 17 septembre 2004) est une femme médecin britannique, pionnière dans la recherche du syndrome prémenstruel.

## Biographie
De parenté néerlandaise, Katharina Dorothea Kuipers est née à Londres le 11 novembre 1916. Elle commence sa carrière par des études en médecine podiatrique au London Foot Hospital. En 1942, après le décès de son premier mari Wilfred, mobilisé pendant la Seconde Guerre mondiale, elle décide de changer de domaine et obtient un diplôme de médecine générale au Royal Free Hospital.  
En 1944, elle épouse Tom Dalton, futur ministre unitarien. Celui-ci décède en 1992. Malgré une arthrite sévère, Katharina Dalton a continué ses travaux jusqu'à l'âge de 84 ans. 

## Le syndrome prémenstruel
En 1948, enceinte de son premier enfant, elle réalise que ses migraines prémenstruelles ont disparu. À partir du début des années 1950, la docteure Katharina Dalton établit pour la première fois un lien entre les fluctuations du cycle menstruel et les changements de comportement. À la suite d'autres recherches effectuées avec l'endocrinologue Raymond Greene, elle publie ses théories et invente le terme du syndrome prémenstruel (SPM), qu'elle définie comme une maladie hormonale survenant dans les 14 jours après l'ovulation. 
En contradiction directe avec plusieurs de ses collègues masculins, elle déclare que les symptômes sont davantage physiques que psychologiques et comportent les migraines, les crises d'épilepsie, de laryngite, d'irritabilité, de fatigue et de dépression. 
Katharina Dalton teste la progestérone naturelle sur son propre organisme, une hormone qui selon elle pourrait être obtenue à partir de patates douces. Elle préconise son utilisation pour traiter les maux prémenstruels, mais la plupart des experts restent en désaccord avec les résultats de cette thérapie. Selon la chercheuse, ces doses par injections ou suppositoires pourraient également se révéler efficaces pour prévenir la dépression postnatale.
Ses recherches s'opposent à l'opinion largement acceptée selon laquelle ses symptômes seraient un pur produit de l'imagination. À partir de 1957, elle dirige l'un des premiers services dédié au traitement spécifique du syndrome prémenstruel, au sein de l'University College Hospital de Londres.
Katharina Dalton contribue au développement de l'utilisation de tableaux menstruels pour le diagnostic du trouble et soutient la thèse d'un taux plus élevé de tentatives de suicide, d'abus d'alcool et de crimes violents chez les femmes durant cette période. Elle affirme également que les adolescentes auraient un taux de réussite inférieur aux examens peu de temps avant ou pendant les règles. Elle conclut enfin que la Reine Victoria aurait souffert du SPM, ce qui expliquerait son habitude décrite par la presse, de jeter divers objets au visage de son époux, le Prince Albert.
En 1978, dans son ouvrage le plus célèbre intitulé Once a Month : The Original Premenstrual Syndrome Handbook, Katharina Dalton conseille aux femmes de planifier leur vie autour de ce rituel mensuel. Elle écrit : « Consultez votre journal avant d'organiser votre prochain dîner. Évitez les jours difficiles si vous avez une entrevue, un examen ou un test de conduite. Si vous êtes une journaliste, n'acceptez pas un délai pour un article qui entrera en conflit avec le pire moment du mois. Si vous êtes au travail, informez votre employeur ou votre responsable du personnel ». 

## Déficit d'approbation et retombées scientifiques
Dans les années 1980, ses constats trouvent des implications pratiques, lorsque plusieurs femmes reconnues coupables de crimes violents, y compris de meurtre, sont libérées après que les juges des tribunaux d'appel aient accepté son témoignage d'expert selon lequel, le SPM ou la dépression postnatale pouvaient considérablement compromettre leur responsabilité.
Bien que pionnière dans les recherches sur le SPM, son point de vue n'a pas gagné l'approbation universelle des médecins ou des féministes. Certains médecins continuent de maintenir que les problèmes menstruels sont liés à des causes psychologiques plutôt que physiques. D'autres ont soutenu que son remède en lien avec la progestérone était fondé sur une méthodologie défectueuse. La plupart des experts utilisent aujourd'hui des inhibiteurs sélectifs du recaptage de la sérotonine et d'autres médicaments pour traiter ces maux.
Certains mouvements féministes ont eux estimé que ses recherches avaient exagéré le problème en prêtant du poids aux préjugés masculins sévères sur l'irrationalité féminine et en encourageant le mythe populaire selon lequel les femmes utilisent l'excuse des «hormones» pour s'en sortir.

## Publications
- 1978 : Once a Month : The Original Premenstrual Syndrome Handbook, Katharina Dalton, Londres, Hunter House Inc., 138 p,  (ISBN 0897932552)
- 1980 : Depression After Childbirth: How to Recognize and Treat Postnatal Illness, Katharina Dalton, Oxford University Press, 144 p,  (ISBN 019217701X)